# Hystoire de fou
Hystoire de fou est un jeu de rôle sur table de Denis Gerfaud, créé en 1998 et édité par Nestiveqnen.

## Principe du jeu
Les joueurs y incarnent des personnages contemporains qui sont victimes d'une crise de folie collective. Le but des scénarios est de trouver le moyen de revenir à la réalité.
Lors de ces crises de folie, les personnages se retrouvent habillés de façon incongrue dans un univers plus ou moins différent du nôtre, où l'absurde est roi.

## Gamme
- Hystoire de Fou, Nestiveqnen, 1998, (livre de base), comprenant les règles et une campagne de jeu en trois « crises » (scénarios)[1] ;
- Des recettes de la folie, Nestiveqnen, 1998 (écran de MJ), illustré par Emmanuel Roudier, accompagné d'un livret de 61 pages faisant office de supplément de règles et d'univers et d'une campagne[1] ;
- Pas de caténaires pour les mammouths, Nestiveqnen, 2000 (campagne), un livret de 80 pages où les scénarios s'imbriquent les uns dans les autres pour créer une campagne cohérente[1].

## Accueil critique
À sa sortie, dans la revue Backstab, Arnaud Bailly livre une critique favorable au jeu, dont il apprécie le « thème original et intéressant » et les « règles cohérentes » ainsi que « la patte de Denis Gerfaud » (déjà connu pour Rêve de dragon). Il remarque cependant que le jeu nécessite beaucoup de bonne volonté de la part des joueurs et un meneur de jeu doté d'une imagination débridée. Dans la revue Casus Belli, Mehdi Sahmi, quant à lui, livre une critique plus en demi-teinte : s'il apprécie l'audace du concept et le système de jeu, il déplore l'absence de pistes d'univers dans le livre de base ainsi que la mise en avant excessive d'éléments grotesques (table aléatoire de vêtements, appareils électroménagers animés…) qui risquent de donner une fausse idée du jeu puisque les inspirations revendiquées tiennent plutôt de Lewis Carroll et de Philip K. Dick.
Pour Géraud "myvyrrian" G., dans sa rétrospective de 2015, Hystoire de fou est un jeu « inclassable », « à contre-pied à tout ce que l'on a l'habitude de lire » et « difficile à appréhender à prime abord » mais d'une grande qualité d'écriture, et son système de jeu est une réussite.
Dans La Grande Aventure du jeu de rôle, en 2020, Julien Pirou mentionne Hystoire de Fou comme « tout aussi original et décalé » que Rêve de dragon:104.

## Analyse
Olivier Caïra, dans son ouvrage consacré aux jeux de rôle, classe Hystoire de Fou parmi les « jeux à thématique psychiatrique » : à ce titre, il le rapproche de jeux comme Morpheus de Devin Durham (1989) et La Méthode du Dr Chestel de Daniel Danjean (1991) ou encore Psychosis de Charles Ryan (en) et John Fletcher (1994). Il situe plus largement ce type de jeu dans la vogue des jeux à thème paranormal des années 1990, dans la lignée de la série télévisée X-Files : Aux frontières du réel, qui développaient des univers « paranoïaques »:23. Pour Mehdi Sahmi dans la revue Casus Belli, le jeu peut aboutir à des ambiances proches de celle de la série télévisée Twin Peaks.